# Gunung Paya Tungkelen
Gunung Paya Tungkelen är ett berg i Indonesien.   Det ligger i provinsen Aceh, i den västra delen av landet, 1 600 km nordväst om huvudstaden Jakarta. Toppen på Gunung Paya Tungkelen är 2 164 meter över havet.
Terrängen runt Gunung Paya Tungkelen är kuperad åt sydväst, men åt nordost är den bergig. Trakten runt Gunung Paya Tungkelen är nära nog obefolkad, med mindre än två invånare per kvadratkilometer. I omgivningarna runt Gunung Paya Tungkelen växer i huvudsak städsegrön lövskog.